# John Braspennincx
John Braspennincx (né le 24 mai 1914 à Hoogstraten et mort le 7 janvier 2008 à Zundert) est un coureur cycliste néerlandais.

## Biographie
Professionnel entre 1936 et 1951, il est notamment devenu à deux reprises champion des Pays-Bas sur rorute.
Il participe au Tour de France 1937 avec l'équipe des Pays-Bas mais abandonne après cinq étapes.
Plusieurs membres de sa famille ont également été cyclistes. Son cousin Janus a notamment été champion des Pays-Bas en 1930 et médaillé d'argent de la poursuite par équipes aux Jeux olympiques de 1928, et son fils Piet (nl) a été professionnel sur route.

## Palmarès
- 1937
  -  Champion des Pays-Bas sur route
- 1939
  - 2e du Tour de Gendringen
- 1942
  -  Champion des Pays-Bas sur route

## Résultat sur le Tour de France
1 participation
- 1937 : abandon (5ea étape)